# Anne de Rohan-Chabot
Anna de Rohan-Chabot (Anne Julie; ur. 1648, zm. 4 lutego 1709) – francuska szlachcianka pochodząca z rodu Rohan, kochanka króla Ludwika XIV.

## Życiorys
Anna de Rohan-Chabot urodziła się jako trzecie z piątki dzieci Henryka Chabot i jego żony Małgorzaty de Rohan. Małżeństwo jej rodziców wywołało skandal ponieważ Małgorzata de Rohan była potomkinią szlachetnego rodu, podczas gdy Henryk Chabot wywodził się z rodziny szlachty prowincjonalnej, która swoje wywyższenie zawdzięczała królewskiej łasce i karierze urzędniczej. Sytuację rozwiązał król Ludwik XIV wydając dekret pozwalający Małgorzacie de Rohan poślubić Henryka Chabot, bez utraty wysokiej pozycji na dworze.
Potomstwo obojga na mocy królewskiego patentu przyjęło nazwisko Rohan-Chabot.
17 kwietnia 1663 roku w wieku mniej niż piętnastu lat Anna poślubiła swojego kuzyna Franciszka de Rohan. Franciszek był wdowcem i młodszym synem Herkulesa, księcia Montbazon i jego drugiej żony Marii de Bretagne d'Avaugour. Jego starszą siostrą przyrodnią była Maria de Rohan, księżna de Chevreuse, kluczowa postać Frondy książąt, bliska przyjaciółka królowej i regentki Anny Austriaczki, oraz jedna z największych awanturnic XVII wieku.

Anna de Rohan-Chabot została zaprezentowana na królewskim dworze w 1665 roku. Nosiła tytuł pani de Soubise pochodzący od ziem znajdujących się w posiadaniu ojca jej męża. W marcu 1667 roku, Franciszek de Rohan został panem Soubise, a w kilka miesięcy tytuł ten podniesiony został do rangi księstwa. Anna była również panią Frontenay, który to tytuł był jej własnością.

Była piękna, a w większym jeszcze stopniu interesująca, jakby stworzona do życia dworskiei, jego intryg i milostek. Miała spryt do spraw dworskich, nic poza tym i dość rozsądku by nie opierać się królowi i dzięki jego miłości zdobyć ogromy majątek.

Otrzymała wspaniałą edukację jak na swoje czasy. Mimo że była jeszcze bardzo młoda, bardzo kochała swojego męża i na całym dworze mówiono o oddaniu jakie ku niemu żywiła. Słynna była z wielkiej urody, o której pisali ówcześni pamiętnikarze: rude włosy, świeża blada skóra i migdałowe oczy. Ze względu na nietypowy kolor włosów nazywana była la Belle Florice; dbała o swoje ciało poprzez ścisłą dietę składającą się z kurzego mięsa, owoców, przetworów mlecznych i małych ilości wina rozcieńczonego wodą.
Anna została kochanką Ludwika XIV w 1669 roku, kiedy król przebywał w Château of Chambord, gdzie przebywała również księżna Soubise. W tym czasie uczucia Ludwika XIV były rozdarte pomiędzy jego dotychczasową kochanką Louise de La Vallière a jej następczynią markizą de Montespan. W jakiś czas później Anna wydała na świat swojego drugiego syna Herkulesa Meriadeca, późniejszego księcia Soubise i Rohan-Rohan.
W styczniu 1674 roku Anna została damą dworu królowej Marii Teresy, a w pięć miesięcy później urodziła następnego syna, Armanda Gastona, który później został minowany kardynałem. Już wówczas było wiadomo o romansie króla i księżnej Soubise, a na dworze plotkowano, że nowonarodzon syn księżnej jest tak naprawdę synem Ludwika XIV, którego żądny królewskiej łaski i bogactw książę Soubise uznał za swoje dziecko. Mimo że ojcostwo monarchy nie ma żadnego potwierdzenia, Ludwik XIV nagrodził potulnego męża Anny ogromną sumą pieniędzy co miało być wyrazem "uznania jego zasług w służbie królewskiej". Obrazy z epoki pokazują pewne podobieństwo pomiędzy królem a Armandem Gastonem. Książę Soubise szybko stał się bardzo bogatym człowiekiem, a ziemie i tytuły jakie otrzymał od króla zrównały jego stan posiadania z majątkami książąt krwi.
Romans zakończył się w 1675 roku i trwał prawie sześć lat. W tym samym czasie związek króla i pani de Montespan również miał się ku końcowi.
Anna przekonała swojego męża do zakupu Hôtel de Guise należącego do Marii Lotaryńskiej, księżnej de Guise. Książę nabył pałac 27 marca 1700 roku i zmienił jego nazwę na Hôtel de Soubise. Anna de Rohan-Chabot zmarła w nim 4 lutego 1709 roku.

## Potomstwo
Ze związku małżeńskiego z Franciszkiem de Rohan (1630-1712), księciem Soubise miała jedenaścioro dzieci:
- Anna Małgorzata de Rohan, opatka Jouarre (ur. 5 sierpnia 1664 – zm. 26 czerwca 1721);
- Ludwik de Rohan, książę Rohan (ur. 11 marca 1666 – zm. 5 listopada 1689)
- Konstancja Emilia de Rohan (ur. 1667 – zm. ?), żona Józefa I Rodriguez Tellez da Camara (1665-1724);
- Herkules Meriadec, książę Maubuisson, Rohan-Rohan i Soubise (ur. 8 maja 1669 – zm. 26 stycznia 1749), mąż Anny Ginewry de Lévis (1673-1727) i Marii Zofii de Courcillon (1713-1756);
- Aleksander Meriadec de Rohan (ur. 19 lipca 1670 – zm. 9 marca 1687);
- Henryk Ludwik de Rohan, kawaler de Rohan (ur. 4 stycznia 1672 – zm. 30 lipca 1693);
- Armand Gaston, kardynał (ur. 26 czerwca 1674 – zm. 19 lipca 1749) Wielki Jałmużnik Francji, prawdopodobny syn Ludwika XIV;
- Sophronia-Pelagia de Rohan (ur. 2 lipca 1678 – zm. ?), żona Don Alfonsa Franciszka de Vasconcellos;
- Eleonora Maria, opatka Origny (ur. 25 sierpnia 1679 – zm. 2 listopada 1753);
- Maksymilian Gaston de Rohan (ur. 1680 – zm. 23 maja 1706), zginął w czasie bitwy pod Ramillies[1];
- Fryderyk Paweł (ur. i zm. 1682).